# آپتیمیستیک
| بررسی انتقادی | بررسی انتقادی |
| منبع          | رتبه‌بندی      |
| ------------- | ------------- |
| آل‌میوزیک      | [ ۱ ]         |

آپتیمیستیک (به انگلیسی: Optimystique) نخستین آلبوم استودیویی، یانی، است که در سال ۱۹۸۴ توسط اتلنتیک رکوردز، و یک بار دیگر در ۱۹۸۹ توسط پرایوت میوزیک منتشر شد.